# Meyer Fortes
Pour les articles homonymes, voir Meyer et Fortes.
Meyer Fortes, né le 25 avril 1906 à Britstown (province du Cap, Afrique du Sud) - mort le 27 janvier 1983 à Cambridge (Royaume-Uni), est un anthropologue Sud-africain. Psychologue de formation à l'origine, il a poursuivi simultanément une carrière de chercheur spécialisé en anthropologie sociale et culturelle et une carrière d'universitaire comme professeur d'anthropologie sociale à Cambridge.

## Jeunesse et formation
Les Tallensi du Nord du Ghana ont été son champ d'étude privilégié. Il a également dirigé de nombreux ouvrages collectifs dont Structures sociales, Systèmes de pensée africains et Systèmes politiques africains en collaboration avec E.E. Evans-Pritchard. Ce livre est un document d'anthropologie politique qui tente une première classification des systèmes et propose une théorisation des modèles.

## Le renouveau de l'anthropologie à Cambridge
Meyer Fortes est nommé directeur du département d'anthropologie de l'université de Cambridge en 1950. Il renouvelle alors l'enseignement et recrute une nouvelle génération d'étudiants pour faire de Cambridge le nouveau creuset de l'anthropologie britannique à l'instar du travail effectué à Oxford par son confrère et ami E.E. Evans-Pritchard à partir de 1946.